# Pierre de Rigaud de Vaudreuil
Pour les articles homonymes, voir Rigaud et Vaudreuil.
Ne doit pas être confondu avec François-Pierre de Rigaud de Vaudreuil.
Pierre de Rigaud de Vaudreuil de Cavagnial, né le 22 novembre 1698 à Québec (Nouvelle-France) et mort le 4 août 1778 à Paris (France), quatrième fils de Philippe de Rigaud de Vaudreuil et de l'acadienne Louise-Élisabeth de Joybert de Soulanges et de Marson, est marquis de Vaudreuil, officier de la Marine, gouverneur de Trois-Rivières, gouverneur de Louisiane et le dernier gouverneur général de la Nouvelle-France. De tous les gouverneurs de la Nouvelle-France, Pierre de Rigaud de Vaudreuil est le seul né dans la colonie. Il est passé à l’histoire comme le Grand Marquis en Louisiane et on lui impute souvent la responsabilité de la perte de la Nouvelle-France.

## Biographie

### Fils du gouverneur général
Le futur marquis naît dans une famille qui a du poids à la cour de Versailles. Originaire du Languedoc, la famille de Vaudreuil est dirigée par son père, Philippe de Rigaud de Vaudreuil. Ce dernier a commencé sa carrière au sein des légendaires mousquetaires du Roi, troupe d’élite et pépinière de cadres dans l’armée de l’Ancien Régime. Après un service remarqué, il est nommé à la tête des troupes de la Marine en Canada. En effet, les colonies étant sous la responsabilité du ministre de la Marine, les soldats qui protègent la Nouvelle-France le font donc sous la dénomination des Compagnies Franches de la Marine. Ces soldats sont issus en grande partie de la colonie et se sont acclimatés aux conditions de combat particulières de l’Amérique septentrionale où la mobilité et la surprise comptent plus que les savantes manœuvres alors prisées en Europe. Comme officier supérieur, il gagne rapidement l’estime de ses troupes, est promu gouverneur de Montréal puis devient le successeur du chevalier de Callière, gouverneur général de la Nouvelle-France, lorsque celui-ci décède en 1703. Il le reste jusqu’à sa mort en 1725. La popularité de son père en Nouvelle-France est un atout pour le jeune Pierre et pour ses frères. Dès sa sixième année, Pierre est nommé enseigne dans les compagnies franches de la Marine. À treize ans en 1711, une fois son éducation militaire bien entamée, il reçoit le grade de lieutenant avant d’être promu capitaine en 1713.

### Apprentissage de la carrière des armes
Entre des passages à la cour et l’apprentissage de ses intrigues, le jeune Vaudreuil se forme à l’administration coloniale en suivant son père et en accomplissant des missions pour lui. Le plus important rôle du gouverneur général de la Nouvelle-France est d’agir en tant qu’Onontio : le médiateur des Premières Nations. C’est pour s’initier à la diplomatie amérindienne qu’il participe notamment à la négociation avec les Iroquois afin d’obtenir la permission de reconstruire et d’agrandir le fort Niagara. En 1721, il accompagne un groupe d’officiers supérieurs dans une tournée d’inspection au grand lac Ontario. À partir du fort Frontenac, ils côtoient la rive nord du lac, examinant les sites possibles pour établir des forts. Au fort Niagara, ils conférèrent avec les chefs des nations Tsonnontouans et Onontagués. Cette expérience de l’éloquence et de la diplomatie autochtone prépare le jeune capitaine à ses futures responsabilités. Au retour, le groupe longe la rive sud du lac; ainsi le jeune Vaudreuil acquiert une connaissance de première main du cœur du système de défense du Canada.
À la mort de son père, il prend en charge les affaires de sa famille en Amérique. Le successeur de son père, le marquis de Beauharnais, ne semble pas apprécier un nom qui lui fait de l’ombre. Empli de préjugés, il ne manque pas une occasion de favoriser la nomination de Français de la métropole dans tous les emplois de la colonie, à l’exclusion des Canadiens. Il faudra que le ministre Maurepas lui-même le rappelle à l’ordre et protège la carrière de Vaudreuil contre les politiques de Beauharnais. Vaudreuil combattra aussi dans la guerre contre la nation des Renards, en 1730; particulièrement dur, ce conflit est pour lui l’occasion de s’accoutumer en personne aux principes de la «petite guerre» et il en tire une confiance envers cette façon de combattre.

### Exercice de l’autorité: gouverneur de Trois-Rivières
En 1733, le poste de gouverneur des Trois-Rivières devient libre à la suite du transfert du précédent titulaire, Berthelot de Beaucours, à Montréal. Il accomplit son devoir à la satisfaction des autorités de Versailles, c’est-à-dire en n’ayant aucun problème à signaler au ministre de la Marine son protecteur. Il passe son mandat à se créer une clientèle, c’est-à-dire à l’époque un cercle de gens lui étant redevables de leur avancement ou de faveurs. En communication directe avec Versailles, il peut se faire un nom propre et une réputation solide. Il se préoccupe également de développement économique, notamment en donnant une nouvelle impulsion au développement des forges du Saint-Maurice, qui devient la plus grande entreprise industrielle de Nouvelle-France alors qu’elle était menacée de faillite quelques années auparavant. Au décès de sa mère, il reçoit un congé pour rentrer en France à l’été 1741. Bien vu à la cour, il reçoit du ministre Maurepas une promotion au rôle de gouverneur de la Louisiane le 1er juillet 1742. Il accepte avec pour objectif de gagner en faveur et d’être un jour nommé gouverneur général de la Nouvelle-France.

### Mariage d’amour

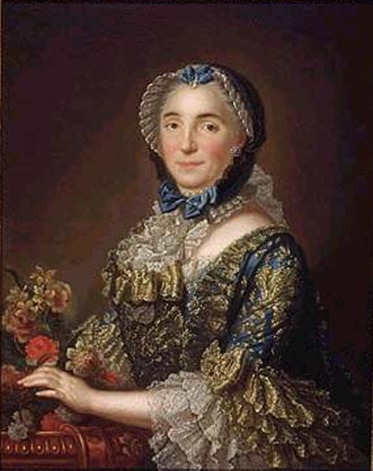
Madame Pierre de Rigaud de Vaudreuil - Jeanne-Charlotte de Fleury Deschambault.

C’est à cette époque qu’il rencontrera Jeanne-Charlotte de Fleury Deschambault. Elle est la fille de Jacques-Alexis de Fleury Deschambault, bailli, procureur puis juge royal à Montréal, et de Marguerite de Chavigny de Berchereau, ainsi que sœur de Joseph de Fleury de La Gorgendière. Jeanne-Charlotte de Fleury Deschambault était veuve de François Le Verrier de Rousson, mort en 1732. Il est alors fréquent, chez les nobles de Nouvelle-France, d’épouser des veuves riches afin de se créer un patrimoine commun capable de financer le train de vie attendu de la noblesse française. Or, la veuve Verrier de Rousson était dans une situation financière précaire. Il semble que ce soit une réelle affection réciproque, rare à l’époque, qui soit à l’origine de ce mariage hors-norme, Vaudreuil était de 15 ans le cadet de sa nouvelle épouse. Leur correspondance existe toujours et montre un couple aimant, Vaudreuil démontrant une affection constante à son épouse pendant les 17 ans de leur union. Mariée à 63 ans, Jeanne ne donnera pas de descendance au marquis.

## Le Grand Marquis en Louisiane
Le marquis de Vaudreuil est nommé, par Maurepas, gouverneur de la Louisiane le 1er juillet 1742. Il succède à Jean-Baptiste Le Moyne de Bienville mais il n'arrive à La Nouvelle-Orléans que le 10 mai 1743. Cette année-là, le marquis de Vaudreuil épouse Jeanne-Charlotte de Fleury Deschambault.
Pierre de Rigaud de Vaudreuil se montre un administrateur entreprenant, ordonne des défrichements et renforce significativement les défenses de la Louisiane. La situation n'est guère favorable : la colonie est faiblement peuplée, les habitants étant principalement répartis entre La Nouvelle-Orléans, Bâton-Rouge, Saint-Louis du Missouri, des fermes dispersées le long du Mississippi jusqu'au Pays des Illinois, plusieurs forts et des postes de traite de fourrures . De plus, par sa situation au centre du continent, elle est entourée par d'autres puissances coloniales et diverses nations amérindiennes; les communications entre Québec ou la France sont lentes, le ravitaillement de la colonie est difficile. Pour protéger la colonie, il obtient l'envoi de 1 850 soldats en 1750. Il sait que, pour garantir la paix intérieure à la colonie, il faut rattacher les Premières Nations à la cause française et les détacher des Anglais; il tentera par divers moyens de limiter l'influence anglaise à l'intérieur du continent grâce aux autochtones.
Il développe le commerce des produits coloniaux avec les possessions espagnoles proches (Cuba, Mexique) et encourage, en vue de l'exportation, la production et l'exploitation des peaux, du tabac, du riz, de l'indigo. Il est remplacé par Louis Billouart de Kerlerec en 1753. Son gouvernement sera si apprécié par les Louisianais qu'il est encore aujourd'hui surnommé le Grand Marquis.

### Conflits et années de guerre
Durant ses dix années comme gouverneur de la Louisiane, de 1743 à 1753, de nombreux conflits finissent par des « chevelures levées », terme poétique pour parler des scalps. L'historien Guy Frégault en relate plusieurs dans Le Grand Marquis - Pierre de Rigaud de Vaudreuil et la Louisiane.
- «... des sauvages, en octobre 1740, ont attaqué plusieurs pirogues françaises à l'embouchure de la rivière des Chérakis [riv. Tennessee] : ils y ont fait des prisonniers et laissé seize cadavres «étendus sur la place, tous la chevelure levée»»[22].
- Au printemps de 1746, un conflit oppose Vaudreuil au Soulier Rouge, le chef d'une faction chacta favorable aux Britanniques. Le Soulier Rouge appelle les autres nations pour faire la paix entre elles et se rallier aux Anglais. Une délégation des Chicachas répond à l'appel du Soulier Rouge, mais ceux-ci rencontrent sur leur route des Chactas que Soulier Rouge n'a pas réussi à convaincre. «Ils attaquent sournoisement les quatre émissaires, en massacrent trois et expédient les chevelures à La Nouvelle-Orléans»[23].
- Vaudreuil offre une récompense pour la tête de Soulier Rouge, pour venger la mort des trois Français que Soulier Rouge avait ordonné de tuer. On lui remet la tête du Soulier Rouge, mais il en manquait deux pour faire le compte. Le commandant de Mobile fait «savoir aux Chactas qu'il oubliera le passé du moment qu'il recevra deux testes d'anglois. Rendant compte de toute l'affaire à Maurepas, il explique : «J'exigeay de [la tribu] les deux testes qui doivent nous revenir, elle offrit en leur place deux chevelures angloises. Je les acceptay d'autant plus volontiers que je n'avois que ce moyen pour faire deguerpir Les anglois qui sont venus S'Etablir dans cette Nation»»[24].
- En 1746, des traitants Anglais qui accompagnaient le Soulier Rouge au moment où celui-ci fut assassiné s'installent dans un village, et lèvent trois partis de guerre. «Le deuxième se répand le long de la rivière de la Mobile, saccage des plantations et, le 27 septembre, à quinze lieues de la ville, s'abat comme un vol d'oiseaux de proie sur un groupe de colons. Six ou sept personnes se font tuer. Geste significatif, les révoltés expédient les chevelures aux autorités de la Caroline qui, en retour, leur envoient d'énormes présents et leur donnent l'assurance d'une entière protection.» [25],[26]
- En octobre 1747, l'embargo que Vaudreuil avait décrété sur les Chactas est en vigueur, et ils ne reçoivent plus de «présents». Après s'être arrêté à Tombecbé, une petite bande de Chactas dresse une embuscade sur la route. Ils tombent sur dix traitants anglais qui retournent en Caroline, avec un convoi de 60 chevaux chargés de fourrures . Les Chactas «se jettent sur l'homme qui marche devant la colonne, mettent ses compagnons en fuite, et reviennent à Tombecbé avec quarante chevaux et un riche butin. La contre-offensive commence. Dès qu'il apprend le raid meurtrier de la Mobile, Vaudreuil envoie à ses alliés de l'Est un message énergique : il ne les convoquera point pour les présents que l’agression ne soit vengée. Un détachement se forme. Il fond sur le village de l'Ouest où le raid s'est préparé, en brûle la moitié, laisse plusieurs adversaires sur le terrain, mais emporte, pour l'offrir au marquis, la chevelure du chef du parti levé par les Anglais.» [27]
- Le gouverneur de la Caroline offre à ses alliés Chactas beaucoup de poudre et de balles, que le capitaine Charles McNair livrera, mais tardivement : les Anglais perdent des alliés chez les Chactas, quand les munitions arrivent. «Le 8 novembre, un raid audacieux conduit trois pirogues des Chactas de l'Ouest à proximité de la Nouvelle-Orléans. Le lendemain, l'ennemi se montre à la côte des Allemands, il y pille les fermes, massacre des blancs et des esclaves. Épouvantés, les paisibles agriculteurs se terrent, n'osent se défendre. Le cauchemar se prolonge durant trois jours. Il faut l'action combinée de trois détachements que le gouverneur expédie de la capitale pour déloger les assaillants, qui tombent un à un sous les balles françaises. [...] À la fin de 1748, il [Vaudreuil] se transporte à Mobile. Le 23 décembre, une nombreuse délégation indigène vient déposer à ses pieds plus de cent chevelures prises sur les rebelles; elle y joint la tête des chefs des trois bourgades où le Soulier Rouge avait recruté ses premiers adhérents; ces villages «ont subby la Peine Düe a leur Perffidie, Et ne Subsistent plus.»[28]»
- Les Chactas finissent par perdre la guerre qui les opposent à Vaudreuil et au commandant de Tombecbé, Joseph Louis Boucher de Grandpré, un officier alors âgé de 56 ans. Il reçoit le 15 novembre 1750 la soumission entière des Chactas, qui s'avouent vaincus. Vaudreuil leur a préparé de dures conditions de paix, dont une clause est la guerre totale aux Chicachas «... Troisièmement, que toute la Nation chactas continuera de faire la guerre aux chikachas. Et qu'elle ne cessera point de frapper sur les perfides tant qu'ils subsisteront». Les Chactas ratifient le traité de paix en remettant «à Vaudreuil un calumet de paix en même temps que les drapeaux anglais et les commissions d'officier que le gouverneur de la Caroline avait expédié aux rebelles. [...] Conformément au troisième article, ils lancent, en l'espace de six semaines, six détachements contre les Chicachas. [...] La grande tribu a subi un châtiment terrible : six à huit cents morts, trois villages anéantis, tel est le prix dont elle a payé sa tentative d'émancipation»[29].

## Gouverneur général de la Nouvelle-France

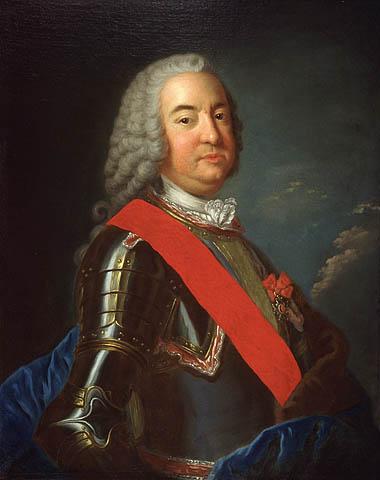
Le marquis de Vaudreuil en uniforme de gouverneur général

Alors que les rumeurs de guerre entre la Grande-Bretagne et la France se font de plus en plus insistantes, il devient nécessaire de nommer à la tête de la Nouvelle-France un nouveau gouverneur général. En effet, le titulaire du poste, le marquis Duquesne de Menneville, est impopulaire dans la colonie et peu à même de susciter la mobilisation de la population. La supériorité de la marine anglaise, la Royal Navy, étant écrasante, Versailles sait que la Nouvelle-France devra se défendre essentiellement par ses propres moyens. Il lui faut donc un gouverneur général connu, capable de mobiliser le peuple et les alliés amérindiens et habile dans l’art de la guerre et de la diplomatie. Vaudreuil, déjà réclamé par beaucoup dans la colonie, est donc nommé le 1er janvier 1755. C’est que l’inquiétude règne dans le peuple au sujet des conséquences qu’une guerre pourrait avoir sur le développement de la colonie. Plusieurs sources nous montrent une volonté réelle des Canadiens d’être gouvernés par un des leurs alors que la guerre de Sept Ans menace d’éclater.

### Guerre de Sept Ans
« Ce qui compte, c'est que les Canadiens du XVIIIe siècle se soient reconnus en lui et que lui, aux heures décisives, se soit identifié à eux. »

— Guy Frégault, 

#### L'organisation de la résistance

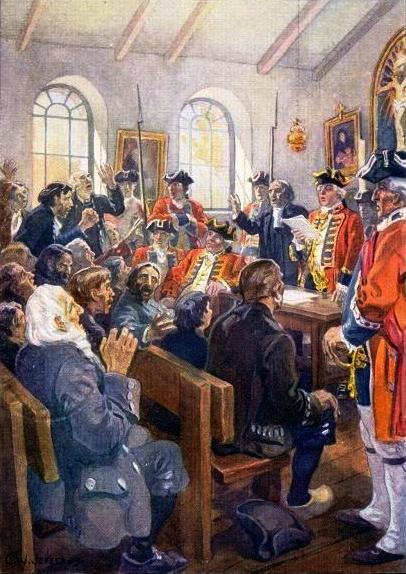
Le Grand Dérangement est une opération de nettoyage ethnique lancée par les Britanniques contre les Acadiens en 1755.

Le marquis arrive à Québec le 23 juin 1755, après avoir échappé aux navires de la Royal Navy envoyés pour l’intercepter. La situation est déjà dégradée à un point tel en Amérique du Nord que la guerre y fait rage même si la paix règne encore en Europe. Dans la vallée de l’Ohio, des troupes coloniales sous le commandement de George Washington ont en effet essayé de s’emparer du fort Duquesne, afin de rompre les communications entre Québec et La Nouvelle-Orléans. L’assassinat d’un parlementaire français par Washington et ses hommes et sa capture subséquente au fort Necessity le 4 juillet 1754 par les forces françaises et amérindiennes excite la colère et le mépris en Europe. Les forces britanniques se mobilisent afin de lancer 4 grandes opérations en 1755. Elles souhaitent en finir avec leurs rivaux français sans leur laisser le temps de déclarer la guerre en Europe. Une armée venue d’Angleterre doit aller prendre fort Duquesne, les troupes d’Halifax doivent achever la conquête de l’Acadie, les troupes d’Oswego doivent prendre fort Niagara tandis que les forces d’Albany visent les forts français sur le lac Champlain. À peine arrivé, le marquis de Vaudreuil doit donc prendre des mesures énergiques pour défendre la Nouvelle-France déjà attaquée de toutes parts : une semaine avant son arrivée à Québec, les tuniques rouges forçaient les troupes acadiennes et françaises de l’inepte Vergor à se rendre à fort Beauséjour tandis que l’armée de Braddock approchait de Fort Duquesne. Secondé par l’efficace, mais notoirement corrompu, intendant Bigot, responsable de la logistique, et par le baron de Dieskau, un habile officier à la tête des troupes régulières françaises, le gouverneur général active rapidement le réseau d’alliances avec les autochtones afin de mobiliser des guerriers pour renforcer les postes français. C’est en effet grâce aux alliés des Premières Nations que les forces françaises peuvent remporter la grande victoire de la Monongahela près du fort Duquesne et ce sont les Micmacs qui apportent leurs secours aux Acadiens, visés par une opération de nettoyage ethnique. C’est sur eux également que pèse l’essentiel de la stratégie de Vaudreuil: mettre en feu la frontière et forcer les régiments britanniques à rester dans leurs garnisons afin de protéger les colonies américaines contre les raids lancés depuis la Nouvelle-France.

#### Les victoires françaises: 1756 à 1758

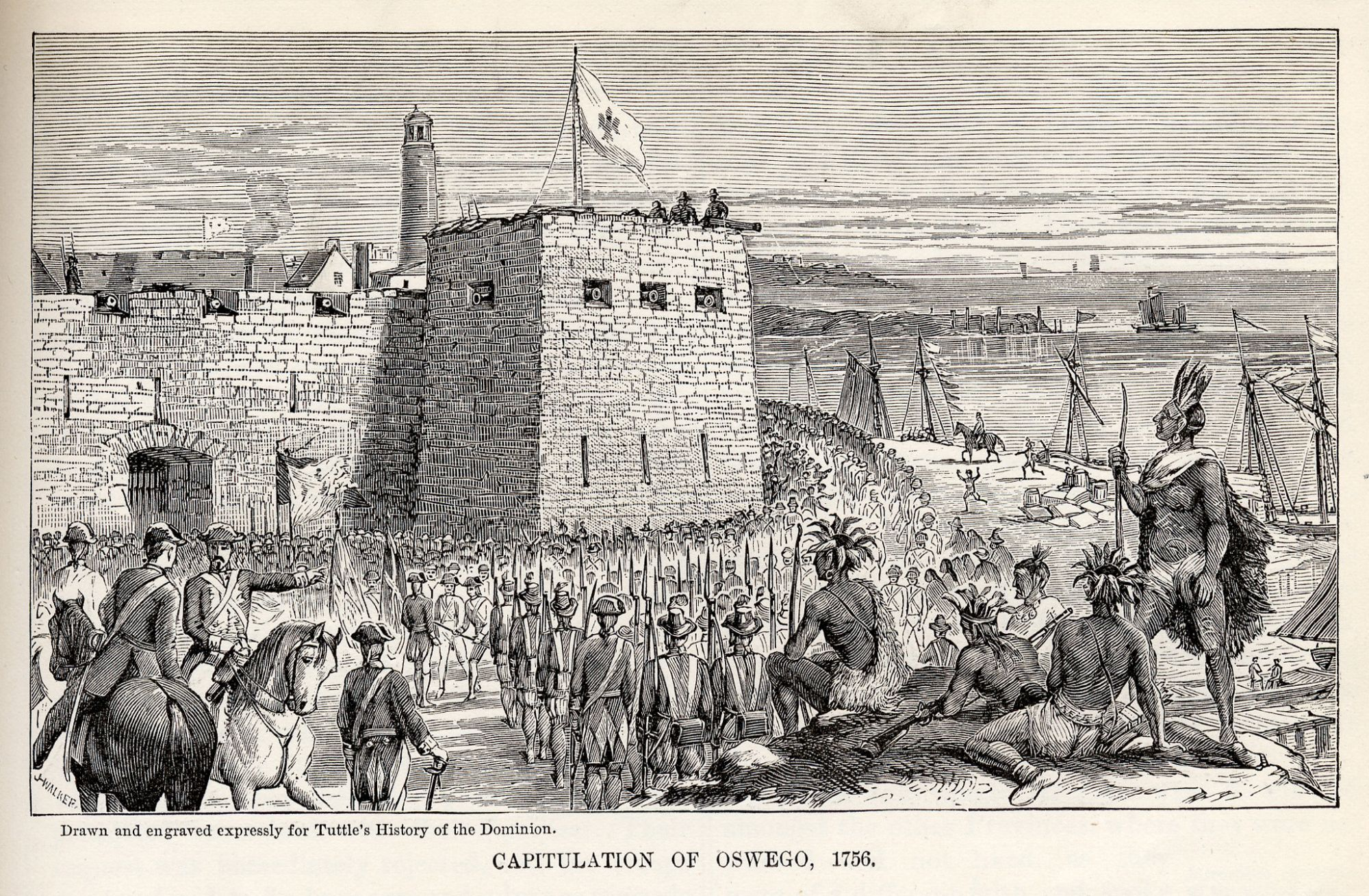
La victoire d'Oswego eut un retentissement important chez les Premières Nations

Les premiers combats tournent généralement à l’avantage des Français, à qui les miliciens canadiens et les alliés autochtones donnent un solide avantage dans la Petite Guerre , méthode de combat si efficace dans les forêts américaines. Dieskau est néanmoins blessé et capturé et sera remplacé en 1756 par le marquis de Montcalm, avec qui les relations se montreront beaucoup plus difficiles. Convaincu des vertus de la guérilla afin de contrebalancer l’écrasante supériorité britannique, Vaudreuil s’oppose point par point à son commandant en chef militaire. Montcalm prône en effet une guerre défensive dans laquelle le premier rôle sera joué par les forces régulières françaises. Il n'attend des Amérindiens et des miliciens qu'un soutien pour ses régiments. L'objectif final est de protéger un périmètre réduit en attendant que la France remporte la guerre en Europe. Mais comme gouverneur général, Vaudreuil a préséance sur Montcalm et lui impose ses idées jusqu’en 1759. Durant ce temps, Montcalm vole de victoire en victoire tandis que les opérations de guérilla menées par de petits groupes de soldats français, de miliciens canadiens et de guerriers amérindiens font régner la terreur dans les 13 colonies britanniques et perturbent le Grand Dérangement en Acadie. Vaudreuil ne perd jamais de vue l’objectif de survie à long terme de la colonie tandis que Montcalm, excellent général, est surtout soucieux de préserver l’honneur de l’armée française. Poussé par Vaudreuil, Montcalm assiège et prend Oswego en 1756, Fort William Henry en 1757 et repousse une armée quatre fois plus nombreuse au Fort Carillon en 1758. Malgré des victoires répétées, le déséquilibre des forces devient trop important, d’autant plus que le Canada, ruiné par son effort de guerre, n’arrive plus à nourrir les milliers de soldats français en plus de sa population. La chute de Louisbourg ouvre en effet la voie maritime du Saint-Laurent à la Royal Navy. 1759 sera l’année du choc.

### 1759: le tournant

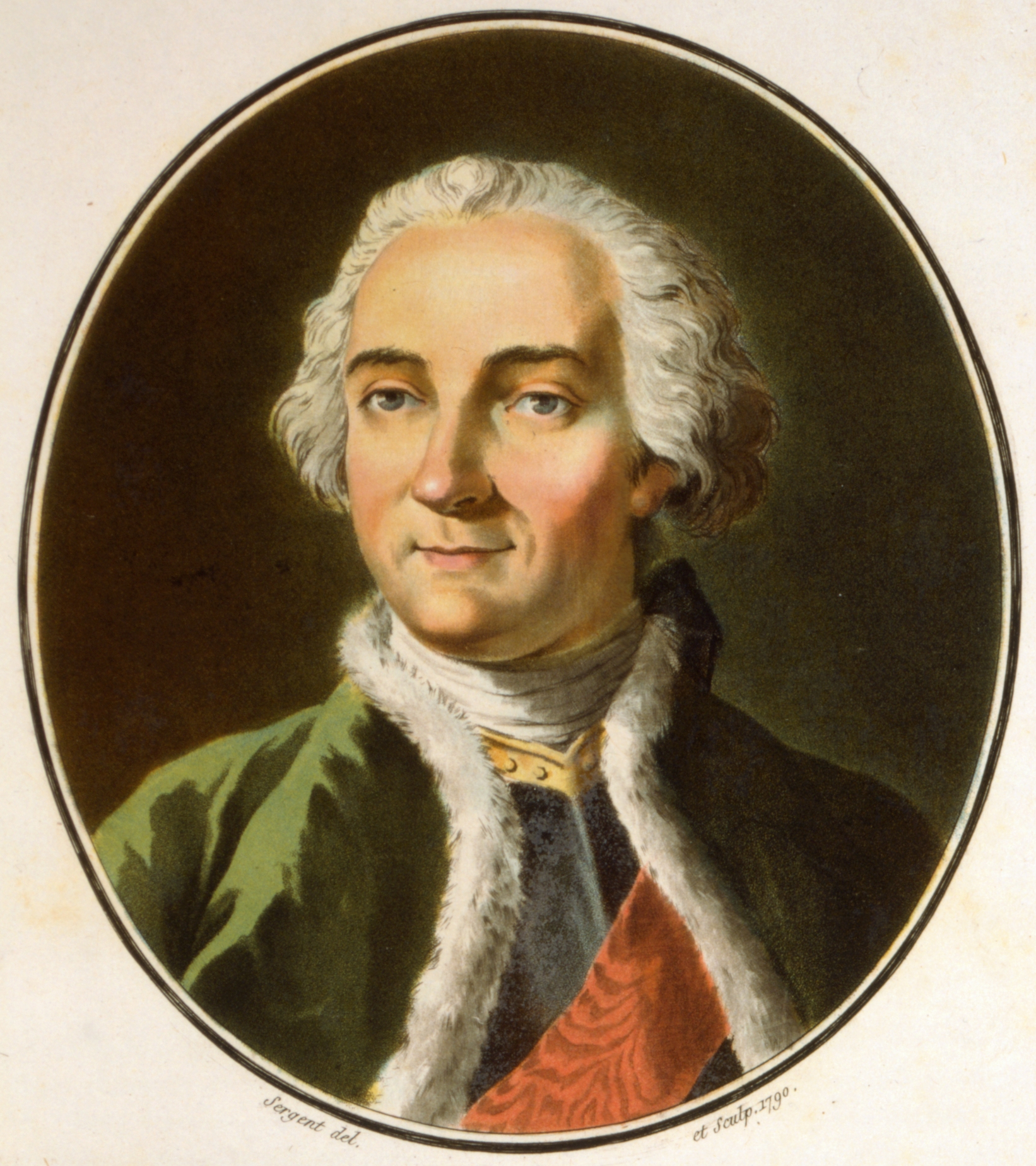
Le Marquis de Montcalm, rival de Vaudreuil, mène la défense de Québec de manière efficace

Si Vaudreuil continue de penser que l’attaque est la meilleure défense et souhaite continuer à lancer des raids sur les colonies américaines afin d’y immobiliser les troupes britanniques, Montcalm, promu après son succès de Fort Carillon, peut désormais imposer sa propre vision. Montcalm ordonne à Vaudreuil de replier leurs forces vers la vallée du Saint Laurent afin d’y établir une base capable de tenir tête aux armées britanniques. Le principal assaut britannique ne peut que viser Québec. Il convient donc d’y concentrer le maximum de troupes pour pouvoir soutenir le siège imminent. Vaudreuil se met donc rapidement au travail et parvient à mobiliser près de 15 000 combattants sous les murs de la capitale : réguliers français, soldats de la marine et miliciens canadiens et un nombre record de guerriers amérindiens. Il organise même les étudiants du séminaire de Québec en une unité, qui passera à l’histoire sous le nom de Royal-Syntaxe. Cette mobilisation est sans commune mesure dans l’histoire occidentale si on compare le nombre de miliciens ayant répondu à l’appel de Vaudreuil (12 480) avec les 70 000 habitants du Canada à cette époque.
En tout, ce sont 21 140 hommes qui combattront autour de Québec en 1759. Devant laisser le commandement à Montcalm, Vaudreuil se contente d'un second rôle et emploie ses talents à encourager la résistance, à garder le moral des miliciens et des Amérindiens et à se concentrer avec Bigot sur les urgents problèmes de logistique. C’est qu’avec autant d’hommes en armes, il ne reste plus assez de gens dans les campagnes pour les récoltes et la famine menace la Nouvelle-France encore plus que les troupes de Wolfe,. Ponctué de victoires françaises comme à Montmorency, le siège de Québec s’allonge. Bientôt, l’armée de Wolfe devra rembarquer pour ne pas risquer d’être surprise par l’hiver canadien. Confiant dans la victoire, Vaudreuil pense déjà à la suite.

### Défaite des Plaines d’Abraham et la chute de Québec

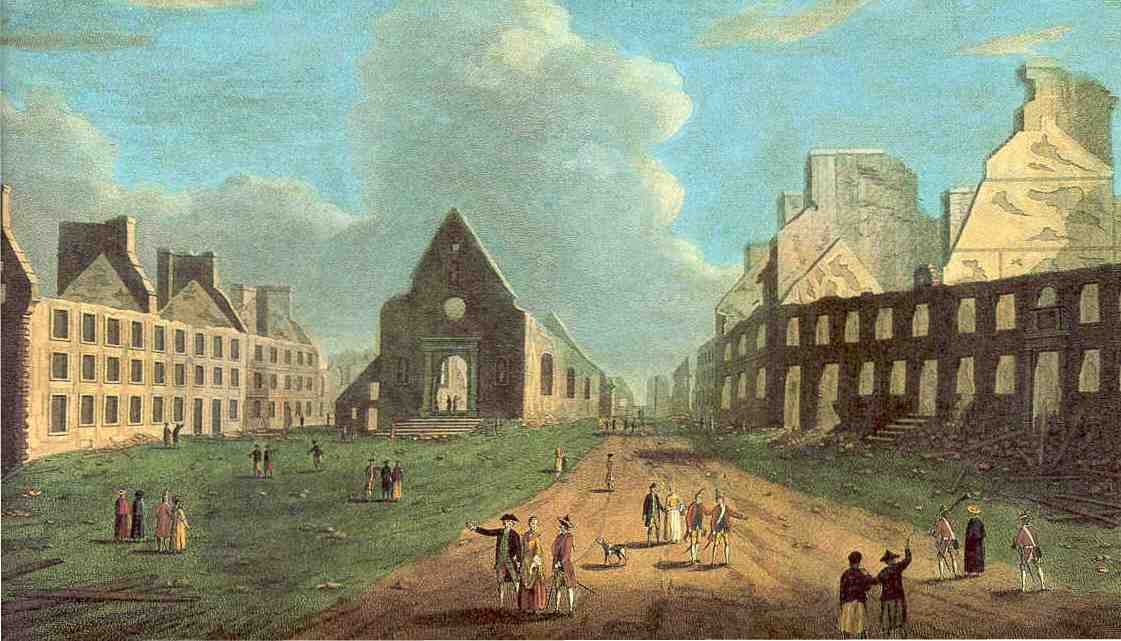
Vue de l'église Notre-Dame-des-Victoires à Québec, détruite lors du siège de la ville en 1759.

Le 13 septembre 1759, la bataille des Plaines d’Abraham renverse une situation jusqu'alors propice à une victoire française. Grâce à une suite invraisemblable d’erreurs et à un plan tellement audacieux et contraire à la science militaire qu’il apparaît plus comme une tentative de suicide qu’une offensive de la part Wolfe, l’armée française est repoussée au cours d’un combat d’une demi-heure. Wolfe et Montcalm sont tués à la tête de leurs troupes et l’armée française reflue en désordre vers Québec. Pour des raisons encore aujourd’hui inconnues, Montcalm a lancé les forces dont il disposait à l’assaut de Wolfe sans attendre les renforts que Vaudreuil et Bougainville lui envoyaient aussi vite que possible. Dans une lettre écrite au ministre de la Marine et racontant les événements, Vaudreuil affirmera qu’il avait écrit à Montcalm pour le supplier de l’attendre, mais que celui-ci n’en avait pas tenu compte. Vaudreuil s’attribue dans la même lettre la paternité de l’opération de couverture du repli français par les miliciens canadiens qui inflige de lourdes pertes aux Britanniques. Il tient au soir de la défaite un conseil de guerre avec les principaux officiers encore en vie. Vaudreuil considère en effet que la défaite n’est pas décisive : les pertes britanniques étant équivalentes à celles des Français, ceux-ci comptent encore sur un avantage numérique de trois contre un tandis que la forteresse de Québec tient encore. Il n'est pas écouté par les officiers français. Convaincus par Montcalm de l’incapacité du gouverneur général, ils décidèrent de se replier vers Montréal. Le successeur de Montcalm, le chevalier de Lévis, voit néanmoins que le gouverneur général avait raison et ordonne de contre-attaquer dès son arrivée de Montréal le 17 septembre. Que la ville de Québec tienne quelques heures de plus et l’armée anglaise sera encerclée par les Français et contrainte à la reddition. Vaudreuil envoya à Ramezay un ordre impératif de tenir et de ne jamais capituler vu l’imminence de l’arrivée de renforts et d’approvisionnements. Ramezay ne tint pas compte de cet ordre. La chute de Québec le 18 septembre en fin d’après-midi vient détruire cet espoir. La rage au cœur, les forces de Lévis se replient sur Montréal tandis que les miliciens de Vaudreuil rentrent chez eux.

#### 1760 Sainte Foy: le dernier espoir

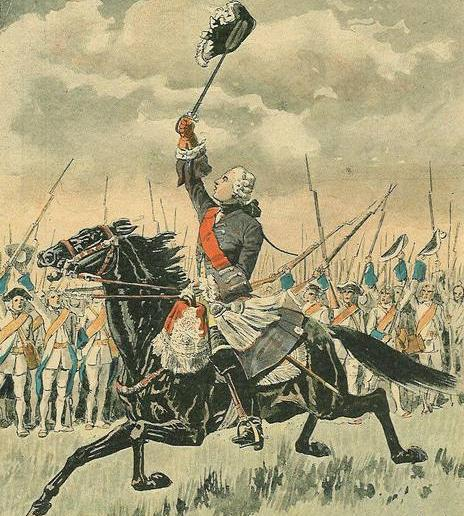
Le chevalier de Lévis remporte une victoire surprenante à Sainte-Foy et passe près de reprendre Québec

Alors que trois armées britanniques se préparent à achever la conquête de la Nouvelle-France, Vaudreuil continue de garder espoir. Il envoie un émissaire à Versailles pour convaincre le roi Louis XV de faire un dernier effort pour sauver la Nouvelle-France : l’arrivée de renfort avant ceux des Britanniques permettrait de reprendre Québec et de tenir la colonie assez longtemps pour que la paix la sauve. Louis XV n’avait en effet pas abandonné sa colonie. Il avait décidé de sauver Québec en prenant Londres. Il concentre donc sa flotte pour une grande bataille avec la Royal Navy. Victorieux, il pourrait débarquer une armée en Angleterre et s’emparer de l’île. La défaite de la bataille des Cardinaux signe le glas de cet espoir : la France ne peut plus rien pour ses colonies. La demande de renfort de Vaudreuil arrive à Versailles alors que la flotte française n’est plus. Plutôt que les 4000 hommes demandés, ce sont 400 soldats et du ravitaillement qui tentent de rallier la Nouvelle-France. L’expédition est bloquée par la Royal Navy dans la baie des Chaleurs et détruite lors de la bataille de la Restigouche. À Montréal, Lévis et Vaudreuil ne restent pas inactifs. Tandis que Lévis réorganise l’armée et l’entraîne intensivement, Vaudreuil relance ses efforts de mobilisation de la milice et des alliés amérindiens. En 1759, c’est toute la colonie qui s’était précipitée pour défendre Québec, des grands-pères aux enfants de 13 ans. Cette fois-ci, il faut toute son autorité et sa diplomatie pour convaincre les Canadiens, terrorisés à l’idée de subir le sort des Acadiens, de se mobiliser pour un dernier effort. Vaudreuil réussit cette fois encore à mobiliser son peuple et ce sont près de 3000 miliciens qui avancent aux côtés de 300 Amérindiens et 4000 soldats réguliers français pour reprendre Québec et remportent l’éclatante victoire de Sainte-Foy le 28 avril 1760. Le siège commence aussitôt, mais, à court d’artillerie et de munitions à la suite de la reddition de Québec, Lévis ne peut qu’attendre avec espoir les renforts de France. Si l’expédition de secours française était arrivée en premier, Québec était reprise. Les soldats de Nouvelle-France voient les navires britanniques arriver à la rescousse de l’armée vaincue de Murray, enfermée dans Québec. L’armée française, menacée d’être coupée de Montréal, doit alors se replier.

#### Reddition de Montréal

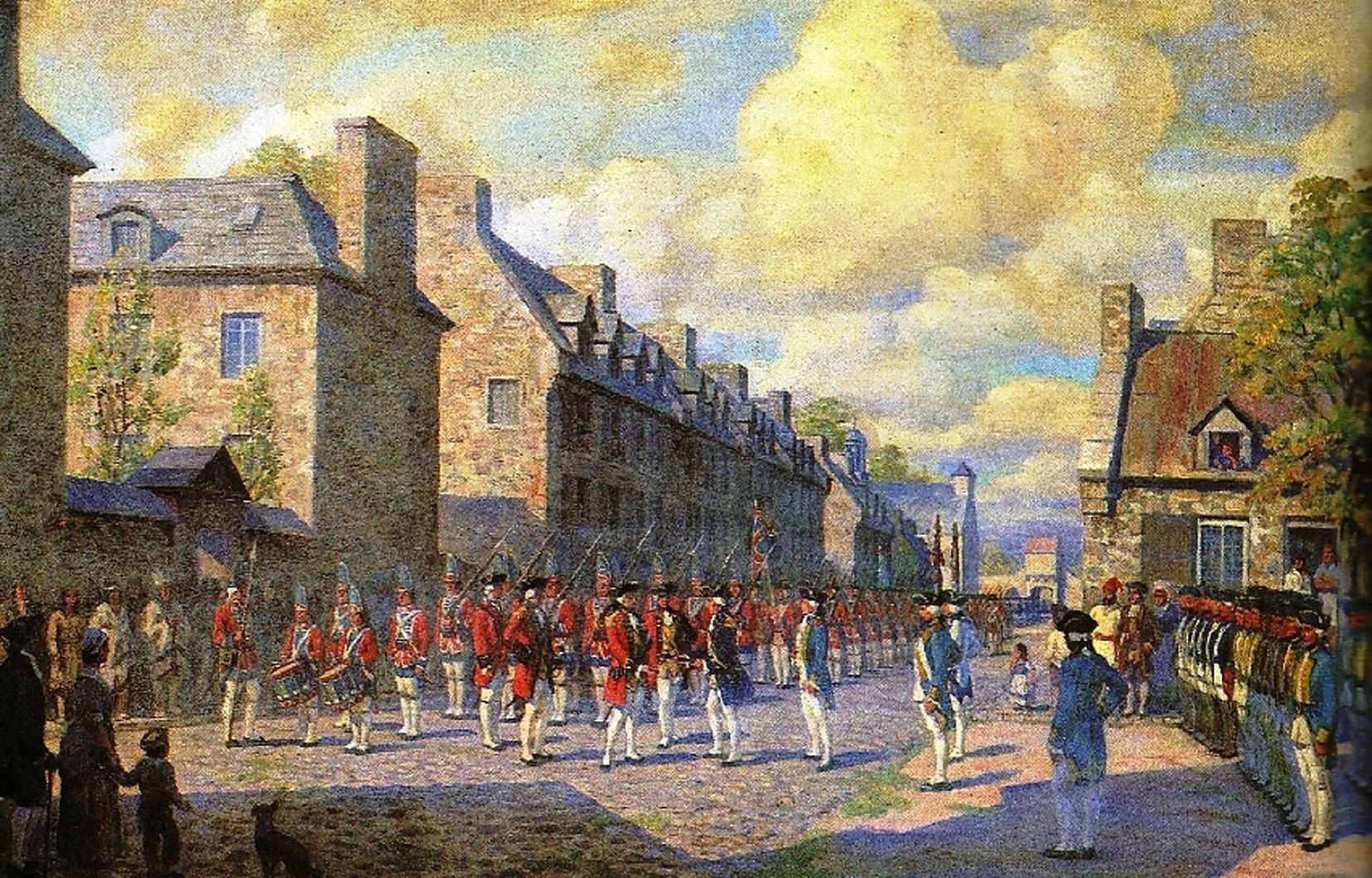
La capitulation de Montréal voit la fin de la Nouvelle-France.

Avec la fin de l’espoir de reprendre Québec s’effondre le moral de la population. Encouragés à déserter par les proclamations anglaises<, les miliciens préfèrent rentrer chez eux avec la promesse que leurs biens seraient respectés, à la différence des Acadiens. Les troupes françaises tentent diverses opérations défensives au fort Lévis et à l’Isle-aux-Noix mais l’héroïsme de ces combats ne peut compenser la vaste supériorité numérique et matérielle anglaise. Les généraux britanniques pensaient prendre la colonie en mai. Elle tiendra jusqu’au 8 septembre. Assiégés dans Montréal, les 2400 hommes qui restaient à Lévis souhaitent se retrancher sur l’île Sainte-Hélène et y mener un dernier combat pour l’honneur. Vaudreuil, soucieux d’épargner des souffrances inutiles aux habitants sous sa responsabilité, s’y oppose et négocie la reddition de la Nouvelle-France et la fin des combats. S’il obtient des garanties que les Canadiens ne subiront pas le sort des Acadiens, Vaudreuil se voit refuser les honneurs de la guerre pour les troupes françaises. Humilié, le grand militaire qu’est le chevalier de Lévis ordonne de briser les fusils et de brûler les drapeaux pour éviter d’avoir à les remettre aux Britanniques. Il s’embarque pour la France avec les survivants des forces françaises le 18 octobre.

### L'affaire du Canada et fin de vie
« Il s'est trouvé incarner les aspirations, les espoirs et la résistance du peuple auquel il appartenait. »

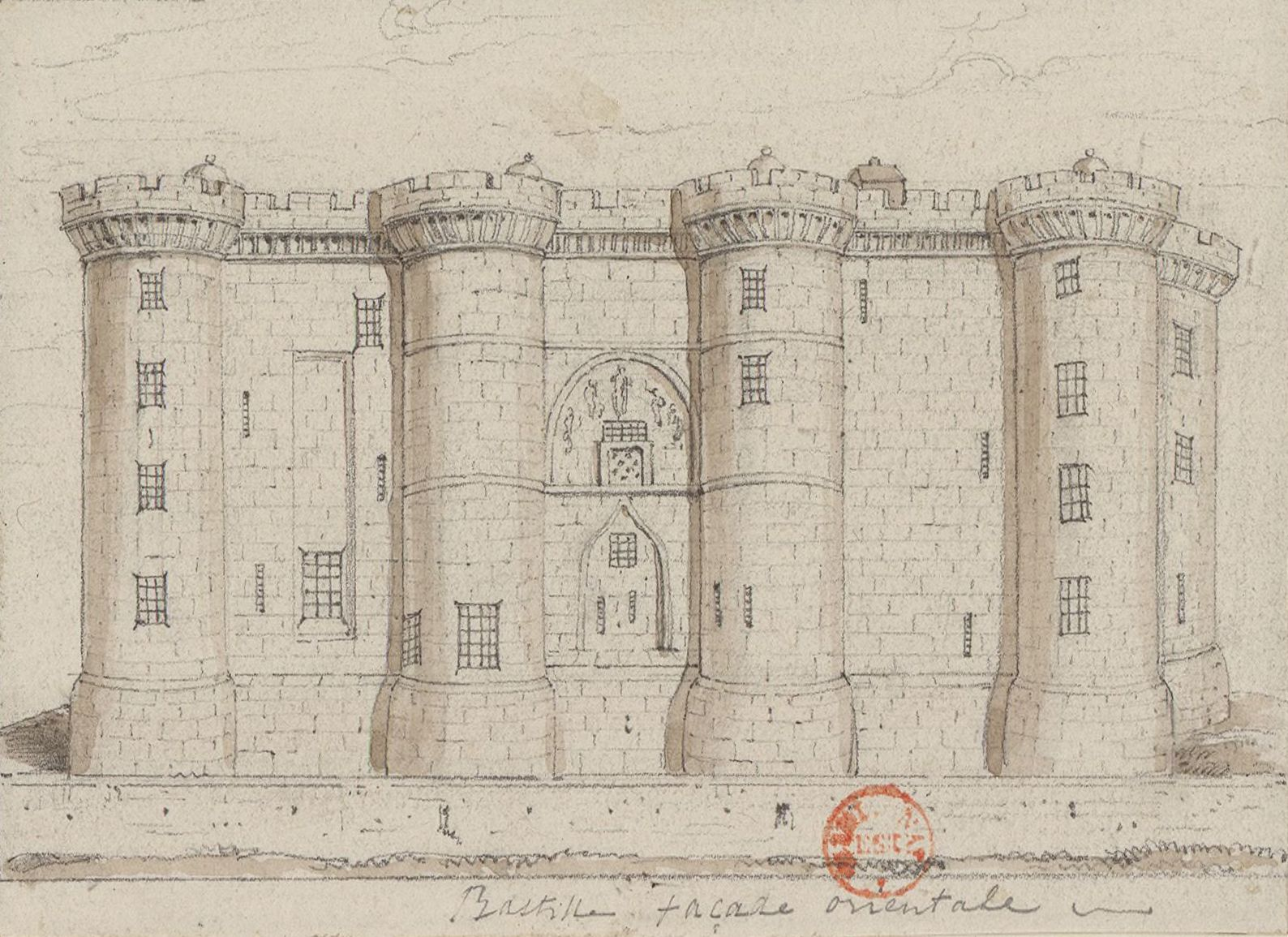
La prison royale de la Bastille, symbole de l'absolutisme royal

À son retour en France, le marquis de Vaudreuil passe devant un tribunal. Les autorités françaises cherchent un bouc-émissaire, il sera jugé en compagnie d'autres administrateurs de la Nouvelle-France, parmi lesquels l'intendant François Bigot ; Montcalm étant mort, Jean-Frédéric Phélypeaux de Maurepas fuyant toutes responsabilités, et Louis XV se refusant à condamner l'armée. On cherche les responsables de la perte de la Nouvelle-France et des dettes colossales qu'a causé la défense de la colonie.
Le marquis de Vaudreuil est embastillé le 30 mars 1762, et il sera remis en liberté provisoire le 18 mai ; il sera ensuite acquitté le 10 décembre 1763 au terme d'un long procès où il sera révélé que la faute ne retombait pas entièrement sur lui. En réparation des préjudices subis lors de cette affaire, le roi lui offre une compensation sous la forme d'un supplément de rentes de 6 000 livres.
Il meurt chez lui rue des Tournelles à Paris en 1778.

## Famille et souvenir
« Tu as bien raison de dire qu’il n’y a rien d’aussi heureux que la famille Vaudreuil. Je vois de tout côté qu’ils réussissent à tout ce qu’ils entreprennent. »

— Guy Frégault, 
L’aîné des frères, Louis-Philippe, devint lieutenant général des armées navales françaises et fut fait grand-croix de Saint-Louis en 1756. Jean, son troisième fils, rejoint le rang des mousquetaires en 1710. Il devint lieutenant général des armées du roi en 1748 et fut fait lui aussi grand-croix de Saint-Louis en 1755. Son petit-fils Louis-Philippe de Rigaud de Vaudreuil, fils de Louis-Philippe de Rigaud de Vaudreuil, né à Rochefort de son père québécois, servit le 26 septembre 1781 lors de la bataille de Yorktown, opposant George Washington et de Rochambeau au général britannique Cornwallis. Il commande la flotte qui rapatrie en France «l’expédition particulière» de Rochambeau. Cette victoire décisive signe la fin de la guerre d’indépendance des États-Unis. Correspondant de George Washington, c’est lui qui sur le Triomphant défendit Boston en 1782.

### Controverse

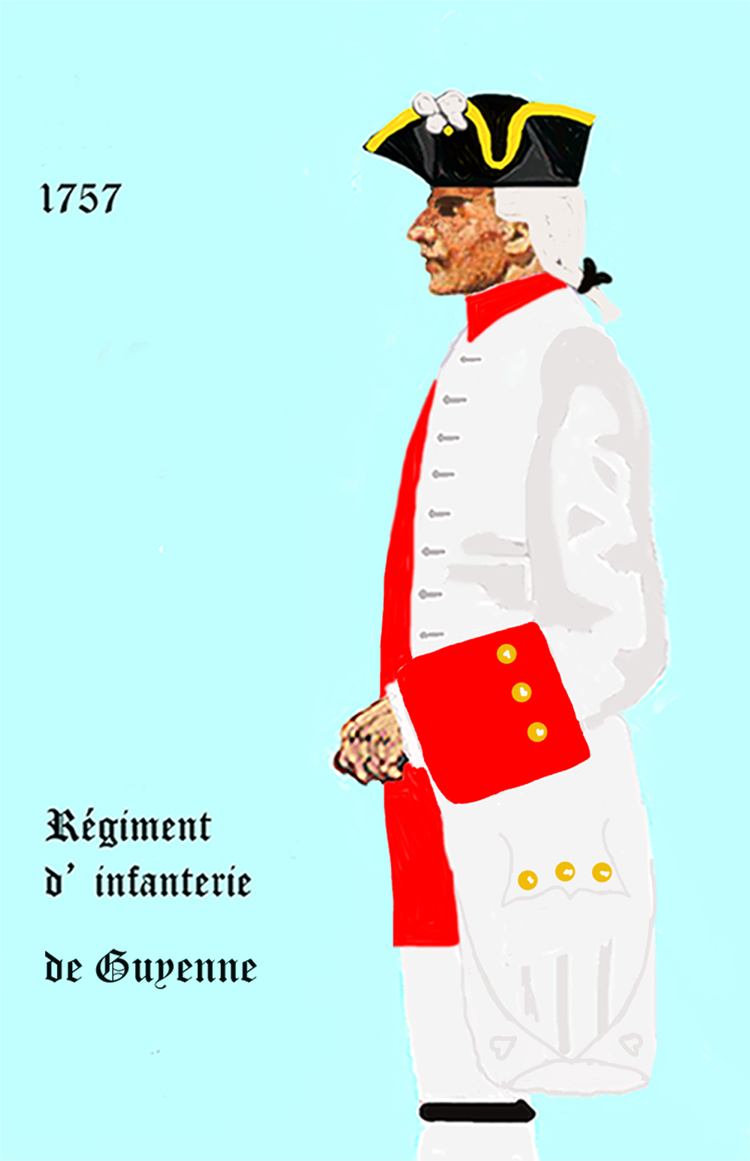
Le second bataillon du régiment de Guyenne était en garnison près du lieu du débarquement anglais dans les jours précédant le 13 septembre. Sa présence lors du débarquement l'aurait voué à l'échec.

Vaudreuil est passé à l'histoire en bonne partie par sa rivalité avec Montcalm. Les lettres des deux protagonistes ne laissent pas douter qu'ils aient été en conflit personnel. Issus de deux réseaux complètement différents à la cour de Versailles, ils ne pouvaient qu'être en rivalité dans un monde où la faveur du Roi était tout. Le peu d'expérience militaire de Vaudreuil vient aggraver son sentiment d'être pris de haut par le très expérimenté Montcalm. Le conflit, très personnel, paralyse la défense de la Nouvelle-France au moment où elle traverse la plus grave crise de son existence. Vaudreuil se préoccupe de gagner la guerre, par tous les moyens possible tandis que Montcalm se préoccupe avant tout de la méthode: peu lui importe le résultat tant que l'honneur soit sauf.
Dans une Nouvelle-France rongée par la corruption des Bigot et Cadet, Vaudreuil semble avoir fait exception, gouvernant la Louisiane puis la Nouvelle-France sans détourner de fond ni enrichissement personnel,. Certains historiens l'accuseront de lâcheté ou d'incompétence militaire. Ces accusations sont sans fondement comme le montre l'historiographie récente,. Une légende tenace mais limitée au monde anglo-saxon,,,, est venue ternir sa mémoire: il serait responsable du mouvement du bataillon de Guyenne qui l'aurait fait quitter l'anse au Foulon le soir avant le débarquement de Wolfe et ferait donc de lui le responsable de la défaite des Plaines d'Abraham. Stacey démontre hors de tout doute raisonnable que c'est une légende fausse et inventée principalement pour des raisons de propagande.

### Distinctions et commémorations

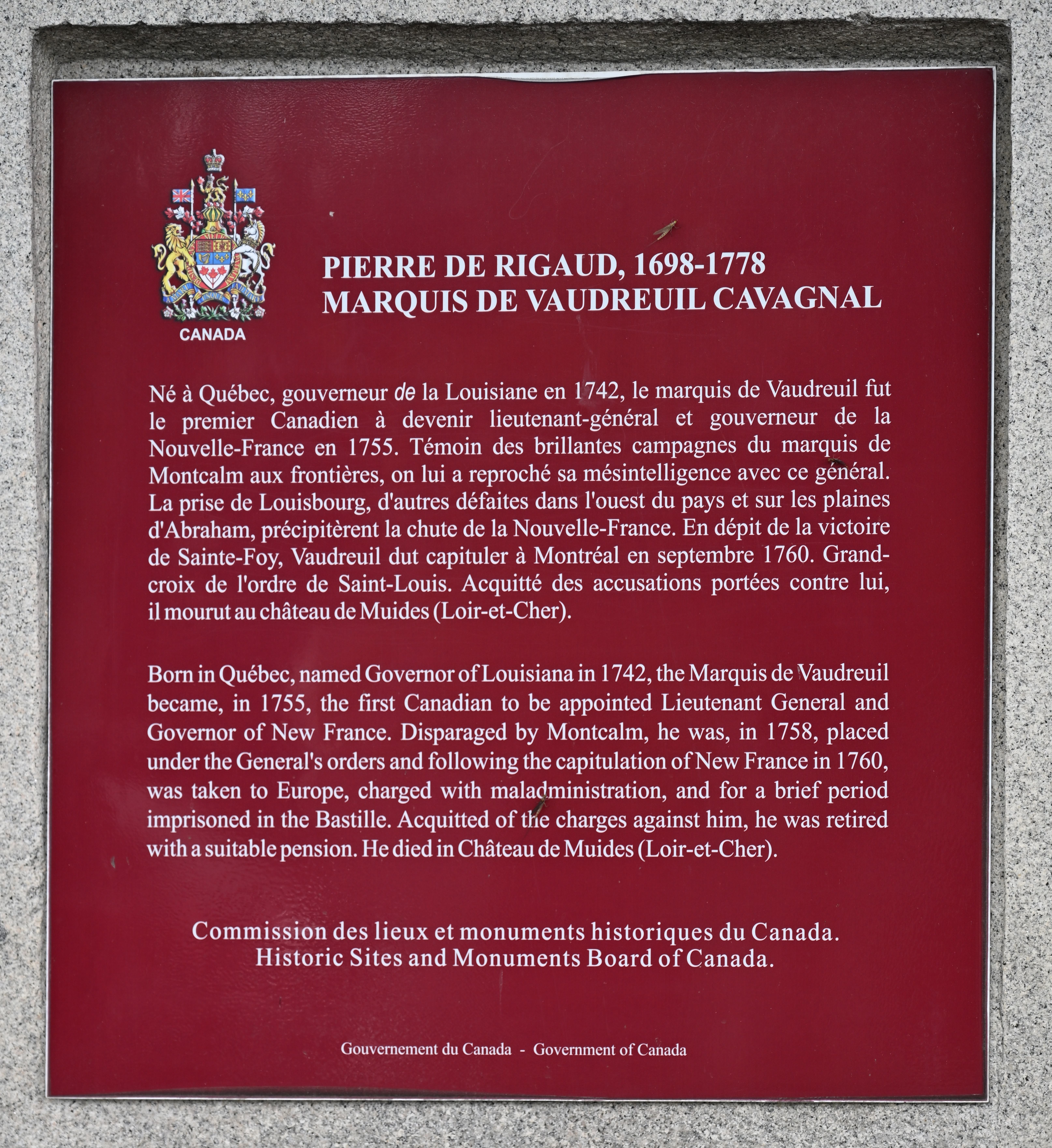
Pierre de Rigaud, plaque Vaudreuil-Dorion, Commission des lieux et monuments historiques du Canada.1

Une plaque commémorative est posée sur une pierre, devant l'église Saint-Michel de Vaudreuil. Le nom de la municipalité de Rigaud (Québec) reprend celui de la seigneurie, tiré de son patronyme, de même que la ville de Vaudreuil.
En 1730, il reçoit la croix de Saint-Louis. Après l'Affaire du Canada, le roi Louis XV le fait Grand Croix de l'Ordre de Saint-Louis.

### Seigneuries
À la mort de son père en 1725, Pierre de Rigaud de Vaudreuil hérite de la seigneurie de Vaudreuil. En 1732, il se fait concéder, avec son frère François-Pierre de Rigaud de Vaudreuil la seigneurie de Rigaud.